# Desná
Desná (niem. Dessendorf) – miasto w Czechach, w kraju libereckim. Według danych z 31 grudnia 2003 powierzchnia miasta wynosiła 1258 ha. Liczba jego mieszkańców 1 stycznia 2017 wynosiła 3119 osób, a ich średni wiek 43,5 lat.
Wieś jest znana jako miejsce największej katastrofy tamy wodnej w Sudetach, do której doszło we wrześniu 1916.

## Historia
Wieś powstała w 1691 dzięki staraniom hrabiego Albrechta Maksymiliana II Desfoursa, właściciela pałacu Hrubý Rohozec. Około 1840 Riedel zbudował hutę szkła rozpoczynając industrializację osady. W 1839 zbudowano łaźnie lecznicze wraz z kompleksem uzdrowiskowym, co doprowadziło do rozwoju turystyki. W 1890 powstał kościół starokatolicki, a w 1903 rzymskokatolicki, oba w stylu neogotyckim. Na początku XX wieku wioska osiągnęła duże znaczenie dzięki istnieniu w niej kilku szlifierni szkła, fabryki porcelany i paru tartaków. Zakłady te zatrudniały ponad 1000 pracowników. Wieś była zelektryfikowana i posiadała telefony. Istniał też hotel, a osada miała nawet burmistrza.

## Budowa i katastrofa zapory
Po katastrofalnej powodzi z 1897, w okresie 1912–1915 na rzece Biała Desna (Bilá Desná) 6 km na północ od wsi zbudowano według projektu Wilhelma Plenkera niewielką zaporę ziemną o wysokości 17,5 m, długości 172 m i szerokości 54 m u podstawy. Utworzony zbiornik wodny miał pojemność 400 000 metrów sześciennych. Wskutek niewłaściwego projektu i zbyt oszczędnego wykonania, 18 września 1916 zapora pękła. Fala powodziowa uderzyła w wieś niszcząc wszystkie fabryki, 33 domy, uszkadzając kolejne 69 domów. Zginęło 62 mieszkańców, a ponad 300 straciło domy wraz z dobytkiem. Po katastrofie nadzorujący budowę zapory z ramienia c.k. nadzoru budowlanego inżynier Karel Podhajský popełnił samobójstwo. W 1937 w odsłonięto pomnik poświęcony ofiarom katastrofy, który zachował się do dziś. Wykorzystano w tym celu jeden z ogromnych głazów, które przyniosła woda w dniu katastrofy. Zapory nie odbudowano, betonowa wieża zasuw i resztki samej tamy przetrwały do dziś.
W 1917 zbudowano koło ruin tamy duże schronisko turystyczne Krömerbaude, spalone w 1945.

## Po katastrofie
Po I wojnie światowej odbudowano większość zniszczonych budynków, a po 1945 wieś znacząco się powiększyła, przy czym zwiększyło się jej znaczenie jako centrum turystycznego. W dalszym ciągu jednak działają tam dwie duże fabryki. 28 października 1968 r. Desná otrzymała prawa miejskie.

## Zabytki
Do zabytków Desny zalicza się oba wspomniane kościoły, reprezentacyjną willę Josefa Riedla z 1895 r. (obecnie mieści się w niej centrum kultury i informacji, muzeum oraz przedszkole) i neogotycką kaplicę grobową Josefa Riedla wybudowaną w latach 1889–1890. W 2013 przystąpiono do prac mających na celu udostępnienie turystyczne dawnej zapory.

## Demografia
| Rok             | 1970 | 1980 | 1991 | 2001 | 2003 |
| --------------- | ---- | ---- | ---- | ---- | ---- |
| Liczba ludności | 3436 | 3372 | 3811 | 3549 | 3481 |

Źródło: Czeski Urząd Statystyczny